# فوبه (لئوکیپید)

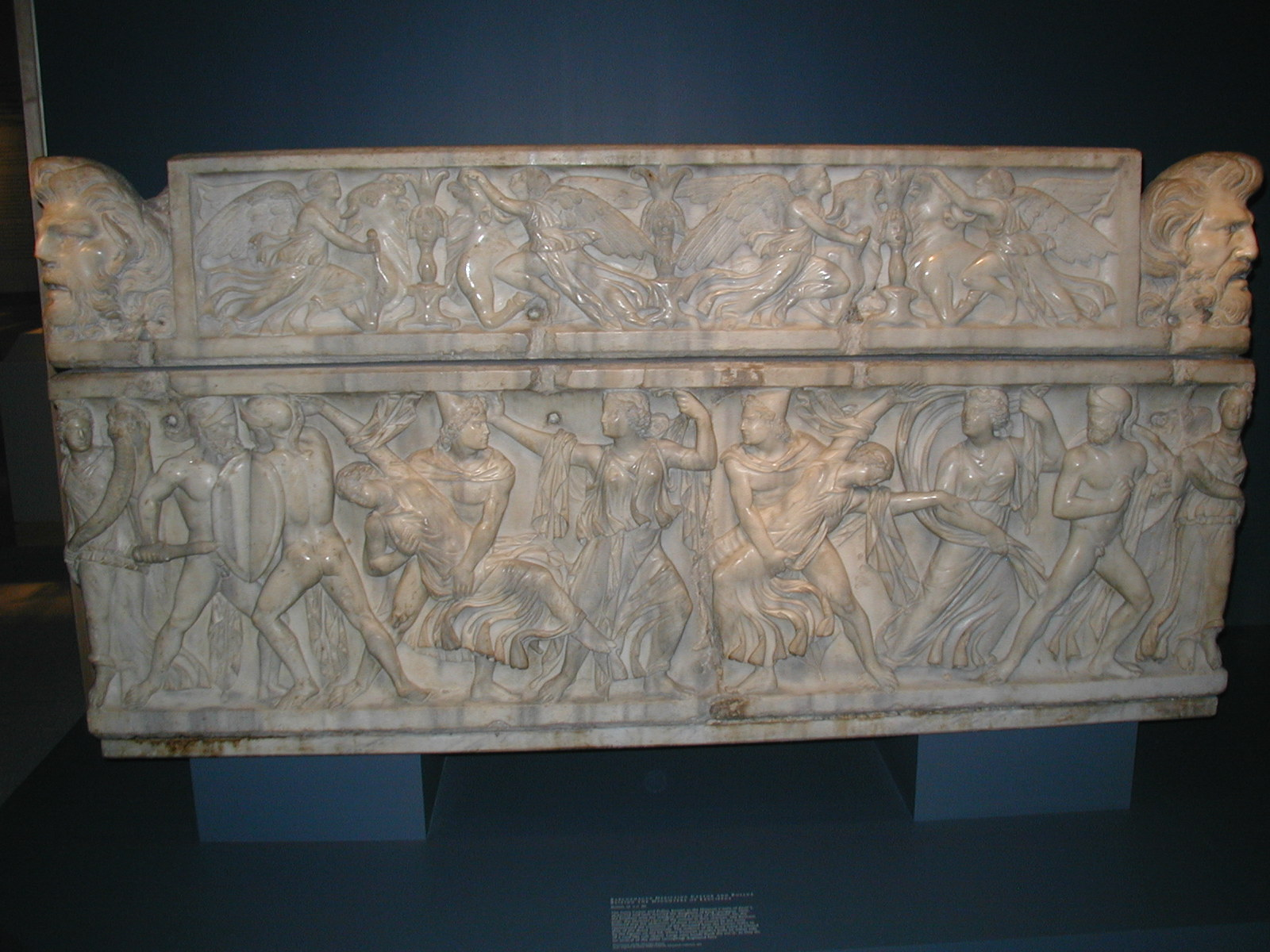
بخشی از یک تابوت رومی که بر روی آن تصویر کاستور و پولوکس در حال ربودن هیلاریا و فوئبه نقش شده‌است، مربوط به سال ۱۶۰ میلادی.

در اسطوره‌های یونانی، فوئبه دختر لئوکیپوس و فیلودیکه بود. او به اتفاق خواهرش هیلاریا یکی از لئوکیپیدها محسوب می‌شد. هیلاریا و فوئبه زنان روحانی آرتمیس و آتنا بودند و برای لینکئوس و آیداس، پسران آفارئوس نامزد شده بودند.
کاستور و پولوکس مفتون زیبایی این دو خواهر شدند و آن‌ها را ربودند. وقتی آیداس و لینکئوس برای نجات عروس‌های خود تلاش کردند، هر دوشان در معرض خطر کشته شدن قرار گرفتند، اما در نهایت این تنها کاستور بود که کشته شد. با این وجود پولوکس، زئوس را متقاعد ساخت که به او اجازه دهد تا جاودانگی خویش را با برادرش به اشتراک بگذارد. فوئبه با پولوکس ازدواج کرد و برای او پسری به دنیا آورد که منسیلئوس یا مناسینوئوس نام گرفت.